# Premi Sur a la millor actriu de repartiment
El Premis Sur a la millor actriu de Repartiment és un dels premis atorgats per l’ Academia de las Artes y Ciencias Cinematográficas de la Argentina (AACCA) en reconeixement d'aquelles actrius amb interpretacions secundàries destacades en alguna pel·lícula de l'any anterior. Les candidatures són elegides mitjançant una votació realitzada pels integrants de les branques de Direcció, Guió i Interpretació de l'associació.

## Estadístiques

### Actrius més nominades
- 2 nominacions: Eugenia Alonso, Ana Celentano, Andrea Frigerio, Sofía Gala Castiglione, Verónica Llinás, Marilú Marini, Mercedes Morán, María Onetto i Malena Sánchez.

### Altres rècords
- Érica Rivas, Mercedes Morán i Sofía Gala Castiglione són fins al moment les úniques actrius a tenir el premi a Millor Actriu i Millor Actriu de Repartiment.

## Guardonades per any

### Dècada del 2020
| 2020 15a edició        |                     |              |
| Sofía Gala Castiglione | Crímenes de familia | Marcela Sosa |
| Paola Barrientos       | Crímenes de familia | Psicóloga    |
| Andrea Garrote         | Angélica            | Amalia       |
| Ana Katz               | El maestro          | Susana       |

### Dècada del 2010
| 2019 14a edició        |                                     |                    |
| Verónica Llinás        | La odisea de los giles              | Lidia Perlassi     |
| Valeria Lois           | Los sonámbulos                      | Inés               |
| Marilú Marini          | Los sonámbulos                      | Memé               |
| Jazmín Stuart          | Las buenas intenciones              | Cecilia            |
| 2018 13a edició        |                                     |                    |
| Mercedes Morán         | El Ángel                            | Ana María Peralta  |
| Inés Estévez           | Acusada                             | Betina Dreier      |
| Andrea Frigerio        | Rojo                                | Susana             |
| Andrea Politti         | El amor menos pensado               | Bárbara            |
| 2017 12a edició        |                                     |                    |
| Mara Bestelli          | El invierno                         | Laura              |
| Justina Bustos         | Los que aman, odian                 | Emilia Fraga       |
| Marilú Marini          | Los que aman, odian                 | Andrea             |
| María Onetto           | El peso de la ley                   | Fiscal Rivas       |
| 2016 11a edició        |                                     |                    |
| Pilar Gamboa           | Cómo funcionan casi todas las cosas | Raquel             |
| Laura Faienza          | Al final del túnel                  | René               |
| Andrea Frigerio        | El ciudadano ilustre                | Irene              |
| Susana Pampín          | La luz incidente                    | Madre              |
| 2015 10a edició        |                                     |                    |
| Maricel Álvarez        | Mi amiga del parque                 | Renata             |
| Gloria Carrá           | Abzurdah                            | Miriam             |
| Lili Popovich          | El Clan                             | Epifanía Calvo     |
| Malena Sánchez         | Tuya                                | Lali Pereyra       |
| 2014 9a edició         |                                     |                    |
| Érica Rivas            | Aire libre                          | Julieta            |
| María Onetto           | Relatos salvajes                    | Helena             |
| Carola Reyna           | Betibú                              | Paula              |
| Malena Sánchez         | De martes a martes                  | Valeria Kioskera   |
| 2013 8a edició         |                                     |                    |
| Elena Roger            | Wakolda                             | Nora Eldoc         |
| Eugenia Alonso         | Cornelia frente al espejo           | La Mujer           |
| Jorgelina Aruzzi       | Corazón de León                     | Corina             |
| Verónica Llinás        | Antes                               | Silvia             |
| 2012 7a edició         |                                     |                    |
| Cristina Banegas       | Infancia clandestina                | Abuela Amalia      |
| Sofía Gala Castiglione | Todos tenemos un plan               | Rosa               |
| Griselda Siciliani     | El último Elvis                     | Alejandra Olemberg |
| 2011 6a edició         |                                     |                    |
| Muriel Santa Ana       | Un cuento chino                     | Mari               |
| Valeria Correa         | El estudiante                       | Valeria            |
| Rita Cortese           | Los Marziano                        | Delfina Marziano   |
| María Ucedo            | Juan y Eva                          | Blanca Luz Brum    |
| 2010 5a edició         |                                     |                    |
| Claudia Fontán         | Igualita a mí                       | Elena              |
| Eugenia Alonso         | El hombre de al lado                | Ana                |
| Ana Celentano          | Sin retorno                         | Laura Fustiniano   |
| Andrea Goldberg        | Igualita a mí                       | Deborah            |

### Dècada del 2000
| 2009 4a edició          |                           |                 |
| Leonor Manso            | Anita                     | Nora            |
| Norma Aleandro          | Anita                     | Dora Feldman    |
| Ana Celentano           | Felicitas                 | Felisa Guerrero |
| Vera Spinetta           | Las viudas de los jueves  | Trina           |
| 2008 3a edició          |                           |                 |
| Malena Solda            | Cordero de Dios           | Teresa          |
| Claudia Cantero         | La mujer sin cabeza       | Josefina        |
| Martina Juncadella      | Encarnación               | Ana             |
| María Vaner             | La mujer sin cabeza       | Tía Lala        |
| 2007 2a edició          |                           |                 |
| Lidia Catalano          | ¿Quién dice que es fácil? | Bety            |
| Mercedes Morán          | Cara de queso             | Lilí            |
| Carolina Peleritti      | XXY                       | Erika           |
| Andrea Pietra           | La señal                  | Perla           |
| María Socas             | Ese mismo loco afán       | Lisa            |
| China Zorrilla          | Tocar el cielo            | Imperio         |
| 2006 1a edició          |                           |                 |
| María Fernanda Callejón | Sofácama                  | Carmen          |
| Belén Blanco            | Las manos                 | Silvia          |